# Irissarry
Irissarry (en basque: Irisarri) est une commune française, située dans le département des Pyrénées-Atlantiques en région Nouvelle-Aquitaine.
Le gentilé est Irisartar.

## Géographie

### Localisation
La commune d'Irissarry se trouve dans le département des Pyrénées-Atlantiques, en région Nouvelle-Aquitaine.
Elle se situe à 125 km par la route de Pau, préfecture du département, à 46 km de Bayonne, sous-préfecture, et à 24 km de Saint-Palais, bureau centralisateur du canton du Pays de Bidache, Amikuze et Ostibarre dont dépend la commune depuis 2015 pour les élections départementales.
La commune fait en outre partie du bassin de vie de Saint-Jean-Pied-de-Port.
Les communes les plus proches sont : 
Suhescun (3,8 km), Ossès (4,5 km), Iholdy (5,1 km), Hélette (5,7 km), Saint-Martin-d'Arrossa (6,8 km), Armendarits (6,9 km), Jaxu (7,4 km), Ainhice-Mongelos (8,5 km).
Sur le plan historique et culturel, Irissarry fait partie de la province de la Basse-Navarre, un des sept territoires composant le Pays basque,. La Basse-Navarre en est la province la plus variée en ce qui concerne son patrimoine, mais aussi la plus complexe du fait de son morcellement géographique. Depuis 1999, l'Académie de la langue basque ou Euskalzaindia divise la Basse-Navarre en six zones,. La commune est dans le pays d’Arberoue (Arberoa), au nord-ouest de ce territoire.

### Communes limitrophes
Au nord-ouest, les communes de Macaye et Mendionde sont limitrophes par un quinquepoint.
Les communes limitrophes sont  Hélette, Iholdy, Jaxu, Macaye, Mendionde, Ossès et Suhescun.
| Mendionde, Macaye | Hélette   |          |
| Ossès             | Irissarry | Iholdy   |
|                   | Jaxu      | Suhescun |

### Hydrographie

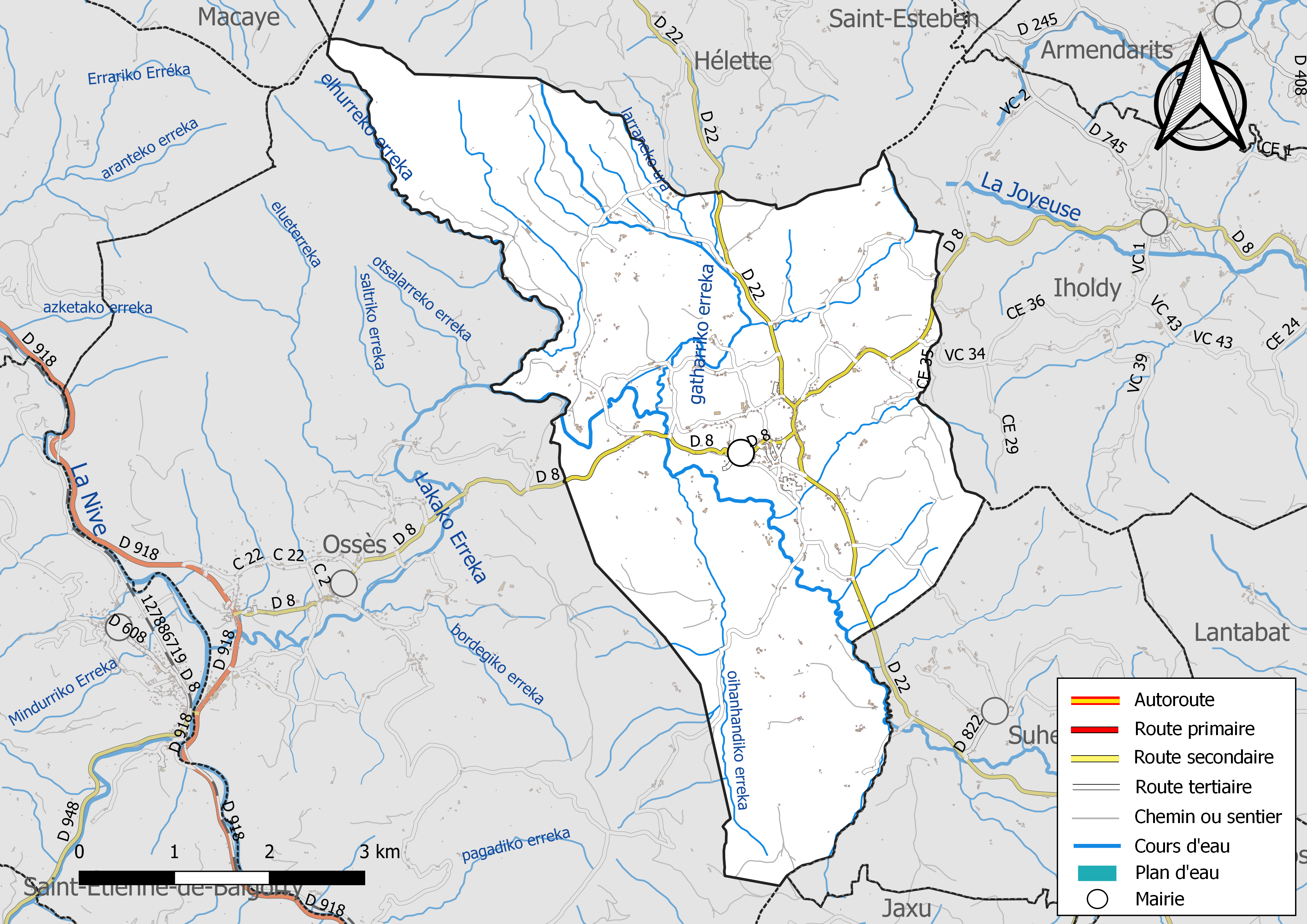
Réseaux hydrographique et routier d'Irissarry.

La commune est drainée par le Lakako erreka, l’Elhurréko erreka, le ruisseau de Gatharry, le Larhanéko Ura, le ruisseau d'Oyhanhandia, et par divers petits cours d'eau, constituant un réseau hydrographique de 42 km de longueur totale,.

### Climat
Pour des articles plus généraux, voir Climat de la Nouvelle-Aquitaine et Climat des Pyrénées-Atlantiques.
Historiquement, la commune est exposée à un micro climat océanique basque.  
En 2020, Météo-France publie une typologie des climats de la France métropolitaine dans laquelle la commune est exposée à un climat de montagne et est dans la région climatique Pyrénées atlantiques, caractérisée par une pluviométrie élevée (>1 200 mm/an) en toutes saisons, des hivers très doux (7,5 °C en plaine) et des vents faibles.
Pour la période 1971-2000, la température annuelle moyenne est de 13,2 °C, avec une amplitude thermique annuelle de 12,9 °C. Le cumul annuel moyen de précipitations est de 1 413 mm, avec 12,8 jours de précipitations en janvier et 8,1 jours en juillet. Pour la période 1991-2020, la température moyenne annuelle observée sur la station météorologique la plus proche, située sur la commune de Bustince-Iriberry à 9 km à vol d'oiseau, est de 13,9 °C et le cumul annuel moyen de précipitations est de 1 327,4 mm,. Pour l'avenir, les paramètres climatiques de la commune estimés pour 2050 selon différents scénarios d’émission de gaz à effet de serre sont consultables sur un site dédié publié par Météo-France en novembre 2022.

### Milieux naturels et biodiversité

#### Réseau Natura 2000
Le réseau Natura 2000 est un réseau écologique européen de sites naturels d'intérêt écologique élaboré à partir des Directives « Habitats » et « Oiseaux », constitué de zones spéciales de conservation (ZSC) et de zones de protection spéciale (ZPS).
Deux sites Natura 2000 ont été définis sur la commune au titre de la « directive Habitats », : 
- « la Nive », d'une superficie de 9 473 ha, un des rares bassins versants à accueillir l'ensemble des espèces de poissons migrateurs du territoire français, excepté l'Esturgeon européen[22] ;
- le « massif du Baygoura », d'une superficie de 3 297 ha, un massif montagneux à landes et pelouses exploité par le pastoralisme[23] ;

#### Zones naturelles d'intérêt écologique, faunistique et floristique
L’inventaire des zones naturelles d'intérêt écologique, faunistique et floristique (ZNIEFF) a pour objectif de réaliser une couverture des zones les plus intéressantes sur le plan écologique, essentiellement dans la perspective d’améliorer la connaissance du patrimoine naturel national et de fournir aux différents décideurs un outil d’aide à la prise en compte de l’environnement dans l’aménagement du territoire.
Une ZNIEFF de type 1 est recensée sur la commune, : 
les « mont Baigura et crête d'Haltzamendi » (616,19 ha), couvrant 6 communes du département et deux ZNIEFF de type 2,, : 
- les « landes de Larla-Jarra et d'Orzaize-Izpura » (4 429,5 ha), couvrant 10 communes du département[26] ;
- le « massif du Baigura » (4 200,57 ha), couvrant 7 communes du département[27].

## Urbanisme

### Typologie
Au 1er janvier 2024, Irissarry est catégorisée commune rurale à habitat dispersé, selon la nouvelle grille communale de densité à sept niveaux définie par l'Insee en 2022.
Elle est située hors unité urbaine et hors attraction des villes,.

### Occupation des sols

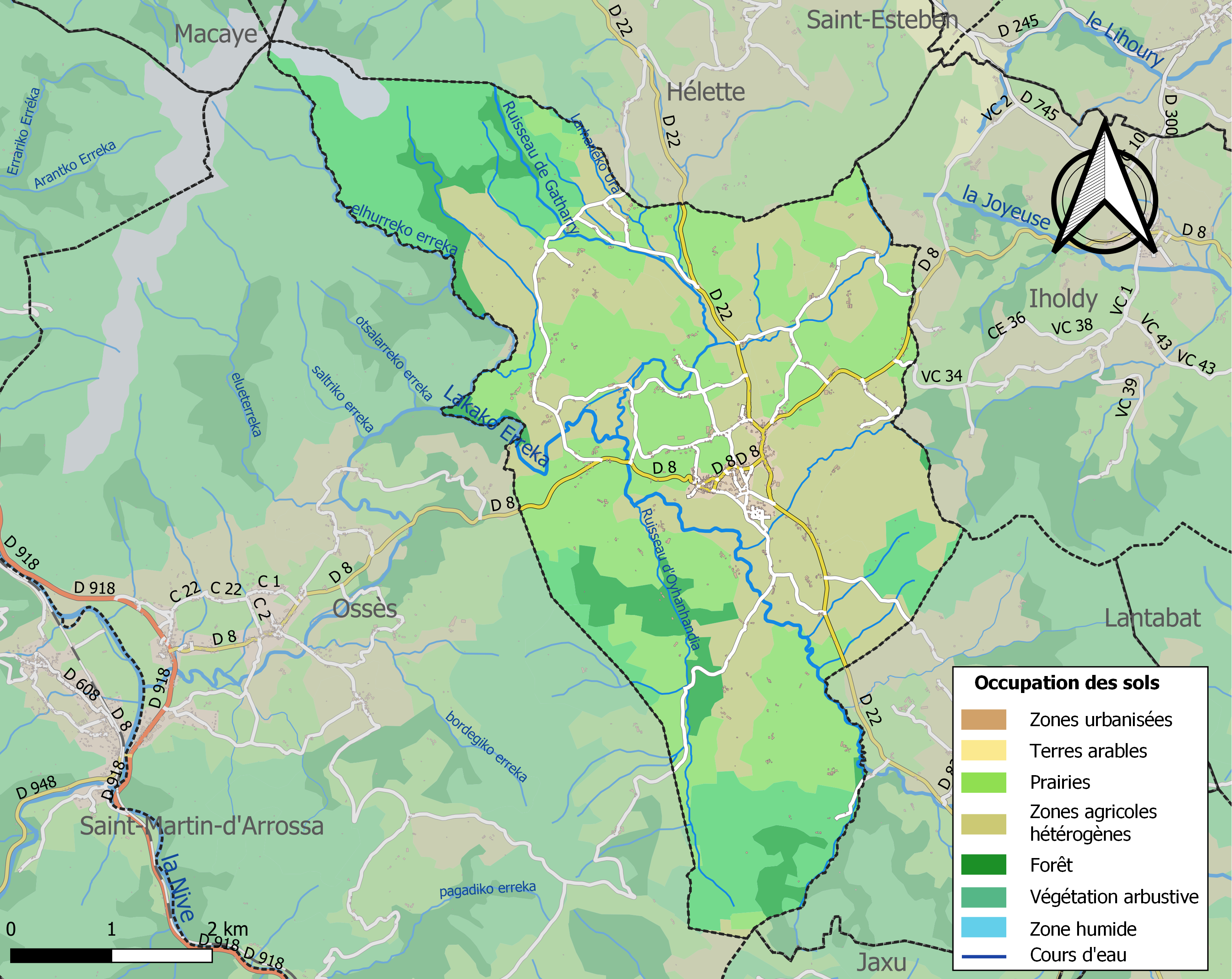
Carte des infrastructures et de l'occupation des sols de la commune en 2018 (CLC).

L'occupation des sols de la commune, telle qu'elle ressort de la base de données européenne d’occupation biophysique des sols Corine Land Cover (CLC), est marquée par l'importance des territoires agricoles (71,1 % en 2018), une proportion sensiblement équivalente à celle de 1990 (70,5 %). La répartition détaillée en 2018 est la suivante : 
zones agricoles hétérogènes (36,9 %), prairies (34,2 %), milieux à végétation arbustive et/ou herbacée (18,8 %), forêts (7,4 %), zones urbanisées (1,6 %), espaces ouverts, sans ou avec peu de végétation (1,2 %). L'évolution de l’occupation des sols de la commune et de ses infrastructures peut être observée sur les différentes représentations cartographiques du territoire : la carte de Cassini (XVIIIe siècle), la carte d'état-major (1820-1866) et les cartes ou photos aériennes de l'IGN pour la période actuelle (1950 à aujourd'hui).

### Quartiers
- Plaza 43° 15′ 27″ N, 1° 13′ 54″ O
- Zelai 43° 15′ 43″ N, 1° 13′ 29″ O
- Basaeta 43° 16′ 30″ N, 1° 13′ 00″ O
- Xerraxarre 43° 15′ 56″ N, 1° 14′ 01″ O
- Pagozune 43° 16′ 15″ N, 1° 14′ 57″ O
- Baigura 43° 17′ 08″ N, 1° 16′ 01″ O
- Itzalgi 43° 14′ 57″ N, 1° 14′ 23″ O
- Oihan Handi 43° 13′ 46″ N, 1° 13′ 36″ O
- Erdoitze 43° 15′ 16″ N, 1° 13′ 00″ O

### Lieux-dits
- Kurutxeta ;
- Sarri Mendi ;
- Urrutiko aldea ;
- Bidegaina ;
- Gazteluberria ;
- Gaztelu Zaharreko aldea ;
- Iturraldea ;
- Zaldunbidea.

### Voies de communication et transports
La commune est desservie par les routes départementales D 8 et D 22.

### Risques majeurs
Le territoire de la commune d'Irissarry est vulnérable à différents aléas naturels : météorologiques (tempête, orage, neige, grand froid, canicule ou sécheresse), inondations, feux de forêts et séisme (sismicité moyenne). Un site publié par le BRGM permet d'évaluer simplement et rapidement les risques d'un bien localisé soit par son adresse soit par le numéro de sa parcelle.
Certaines parties du territoire communal sont susceptibles d’être affectées par le risque d’inondation par une crue torrentielle ou à montée rapide de cours d'eau, notamment leLakako erreka. La commune a été reconnue en état de catastrophe naturelle au titre des dommages causés par les inondations et coulées de boue survenues en 1982, 1983, 1999, 2009, 2014 et 2021,.
Irissarry est exposée au risque de feu de forêt. En 2020, le premier plan de protection des forêts contre les incendies (PDPFCI) a été adopté pour la période 2020-2030. La réglementation des usages du feu à l’air libre et les obligations légales de débroussaillement dans le département des Pyrénées-Atlantiques font l'objet d'une consultation de public ouverte du 16 septembre au 7 octobre 2022,.

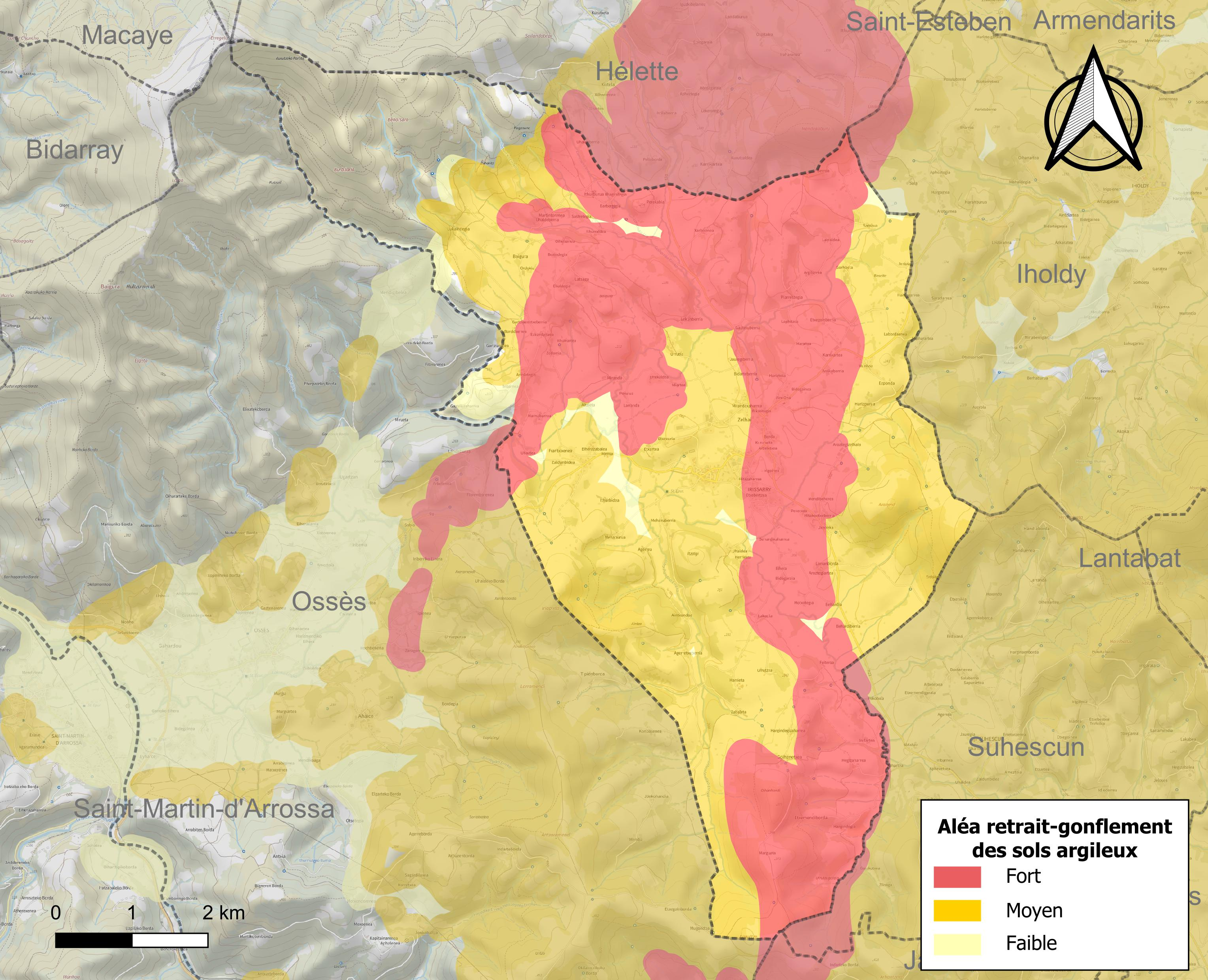
Carte des zones d'aléa retrait-gonflement des sols argileux d'Irissarry.

Le retrait-gonflement des sols argileux est susceptible d'engendrer des dommages importants aux bâtiments en cas d’alternance de périodes de sécheresse et de pluie. 85,7 % de la superficie communale est en aléa moyen ou fort (59 % au niveau départemental et 48,5 % au niveau national). Depuis le 1er octobre 2020, en application de la loi ELAN, différentes contraintes s'imposent aux vendeurs, maîtres d'ouvrages ou constructeurs de biens situés dans une zone classée en aléa moyen ou fort,.

## Toponymie

### Attestations anciennes
Le toponyme Irissarry est documenté sous les formes 
Hospital et oratorium de Irixuri (1186, cartulaire de Bayonne, feuillet 32),
Irissarri (1352, collection Duchesne volume CXIV, feuillet 186), 
Ospital de Sent Johan de Irisarri (1518, chapitre de Bayonne) et 
Yrisarri (1621, Biscay).

### Étymologie
Irissarry signifie 'domaine dans les fourrés'  ou 'domaine défriché' (iri = 'domaine' et sarri = 'broussailles', d'après Jean-Baptiste Orpustan).

### Graphie basque
Son nom basque actuel est Irisarri.

## Histoire

### Les Hospitaliers
La naissance d'Irissarry ainsi que la construction de la commanderie d'Irissary et de son oratoire datent du XIIe siècle, vers l'an 1150.
l’Ospitalea était une commanderie-hôpital de l'ordre de Saint-Jean de Jérusalem.
En 1350, Irissarry comptait 23 maisons. Toutes, sauf deux, appartenaient et dépendaient de la commanderie où le seigneur faisait office d'administrateur et de souverain.
En 1607, le commandeur d'Irissarry, Martin de Larrea entreprit la reconstruction d’Ospitalea (hôpital) et en fit à l'époque le plus beau bâtiment de Navarre. L'oratoire fut ensuite construit et devint l'église Saint-Jean-Baptiste actuelle dont une partie a la particularité d'être pavée de dalles funéraires. L'église a été profondément transformée en 1860.

## Héraldique
| Blason de Irissarry | Blason  | D’azur à la bande accompagnée en chef d’un croissant renversé et en pointe de trois étoiles ordonnées en orle, tous d'or. |
| Blason de Irissarry | Détails | Le statut officiel du blason reste à déterminer.                                                                          |

## Politique et administration
| Période                                  | Période  | Identité             | Étiquette | Qualité |
| ---------------------------------------- | -------- | -------------------- | --------- | ------- |
| 1971                                     | 1995     | Armand Aguerre       |           |         |
| 1995                                     | 2001     | Bertrand Elissalde   |           |         |
| 2001                                     | 2008     | Jean-Pierre Indaburu |           |         |
| 2008                                     | En cours | Xavier Lacoste       |           |         |
| Les données manquantes sont à compléter. |          |                      |           |         |

### Intercommunalité
Irissarry appartient à six structures intercommunales :
- la Communauté d'agglomération du Pays Basque ;
- le SIVU Baigura ;
- le syndicat d’énergie des Pyrénées-Atlantiques ;
- le syndicat intercommunal pour l'aménagement et la gestion de l'abattoir de Saint-Jean-Pied-de-Port ;
- le syndicat intercommunal pour le soutien à la culture basque ;
- le syndicat mixte du bassin versant de la Nive.

Irissarry accueille le siège du SIVU Baigura.

## Population et société

### Démographie
La déclaration des biens de 1749 dénombre 64 feux à Irrissarry.
L'évolution du nombre d'habitants est connue à travers les recensements de la population effectués dans la commune depuis 1793. Pour les communes de moins de 10 000 habitants, une enquête de recensement portant sur toute la population est réalisée tous les cinq ans, les populations de référence des années intermédiaires étant quant à elles estimées par interpolation ou extrapolation. Pour la commune, le premier recensement exhaustif entrant dans le cadre du nouveau dispositif a été réalisé en 2007.

En 2022, la commune comptait 892 habitants, en évolution de +1,59 % par rapport à 2016 (Pyrénées-Atlantiques : +3,78 %, France hors Mayotte : +2,11 %).
| 1793  | 1800  | 1806  | 1821  | 1831  | 1836  | 1841  | 1846  | 1851  |
| ----- | ----- | ----- | ----- | ----- | ----- | ----- | ----- | ----- |
| 1 050 | 1 042 | 1 056 | 1 115 | 1 179 | 1 228 | 1 192 | 1 359 | 1 322 |

| 1856  | 1861  | 1866  | 1872  | 1876  | 1881  | 1886  | 1891  | 1896  |
| ----- | ----- | ----- | ----- | ----- | ----- | ----- | ----- | ----- |
| 1 210 | 1 223 | 1 180 | 1 142 | 1 239 | 1 250 | 1 278 | 1 171 | 1 120 |

| 1901  | 1906  | 1911  | 1921  | 1926  | 1931 | 1936 | 1946 | 1954 |
| ----- | ----- | ----- | ----- | ----- | ---- | ---- | ---- | ---- |
| 1 123 | 1 077 | 1 123 | 1 035 | 1 004 | 964  | 957  | 947  | 903  |

| 1962 | 1968 | 1975 | 1982 | 1990 | 1999 | 2006 | 2007 | 2012 |
| ---- | ---- | ---- | ---- | ---- | ---- | ---- | ---- | ---- |
| 827  | 749  | 761  | 756  | 751  | 728  | 814  | 826  | 857  |

| 2017 | 2022 | - | - | - | - | - | - | - |
| ---- | ---- | - | - | - | - | - | - | - |
| 886  | 892  | - | - | - | - | - | - | - |

### Enseignement
La commune dispose de deux écoles : l'école primaire privée Saint-Joseph et l'école primaire publique. Cette dernière propose un enseignement bilingue français-basque à parité horaire.

## Économie
L'activité est principalement agricole. La commune fait partie de la zone d'appellation de l'ossau-iraty.
D'après Philippe Veyrin, Irissarry a été longtemps célèbre pour ses foires annuelles de moutons.

## Culture locale et patrimoine

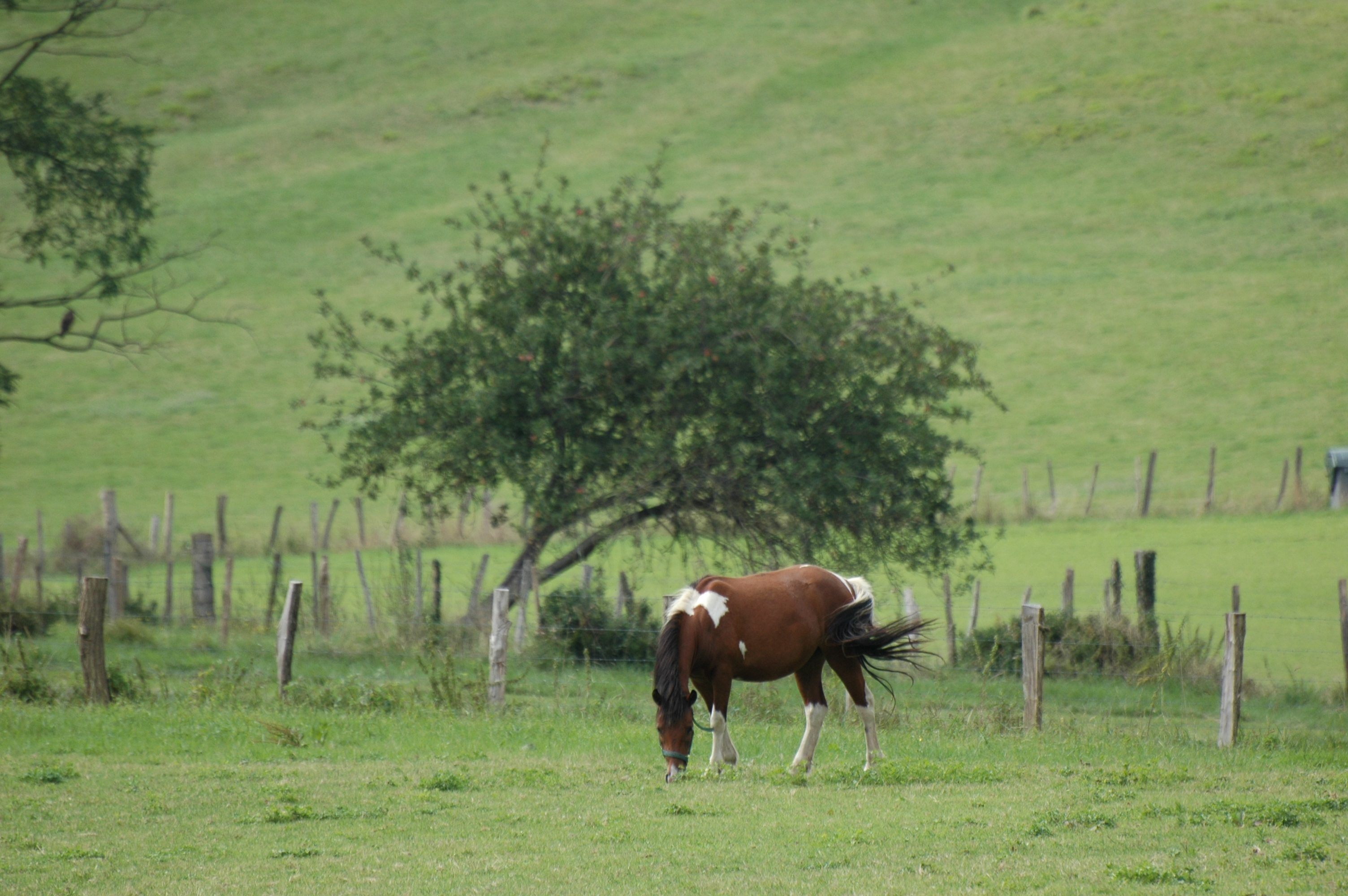
Un pottok dans les prairies autour de la commune.
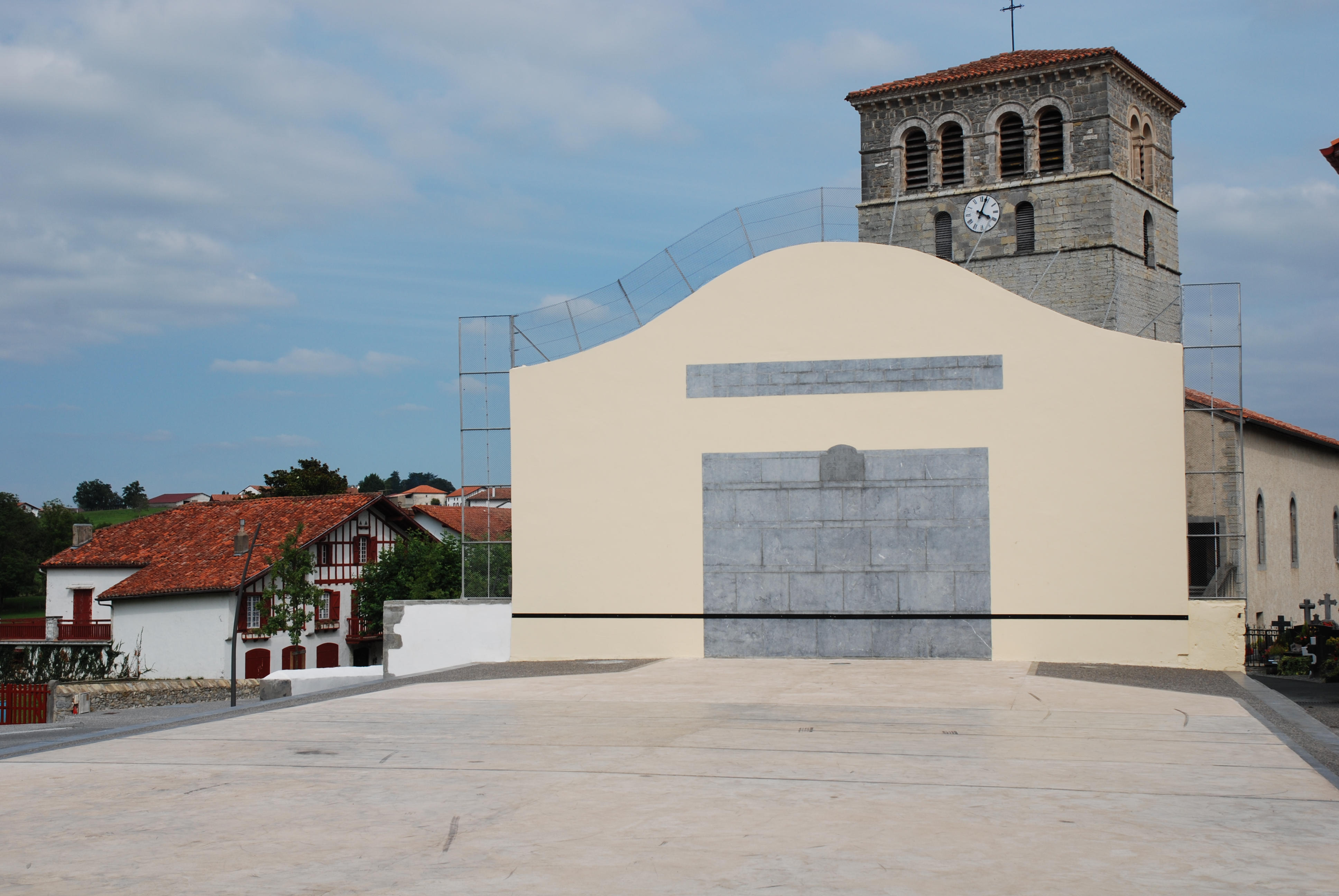
Le fronton (datant de 1875) devant l'église Saint-Jean-Baptiste.
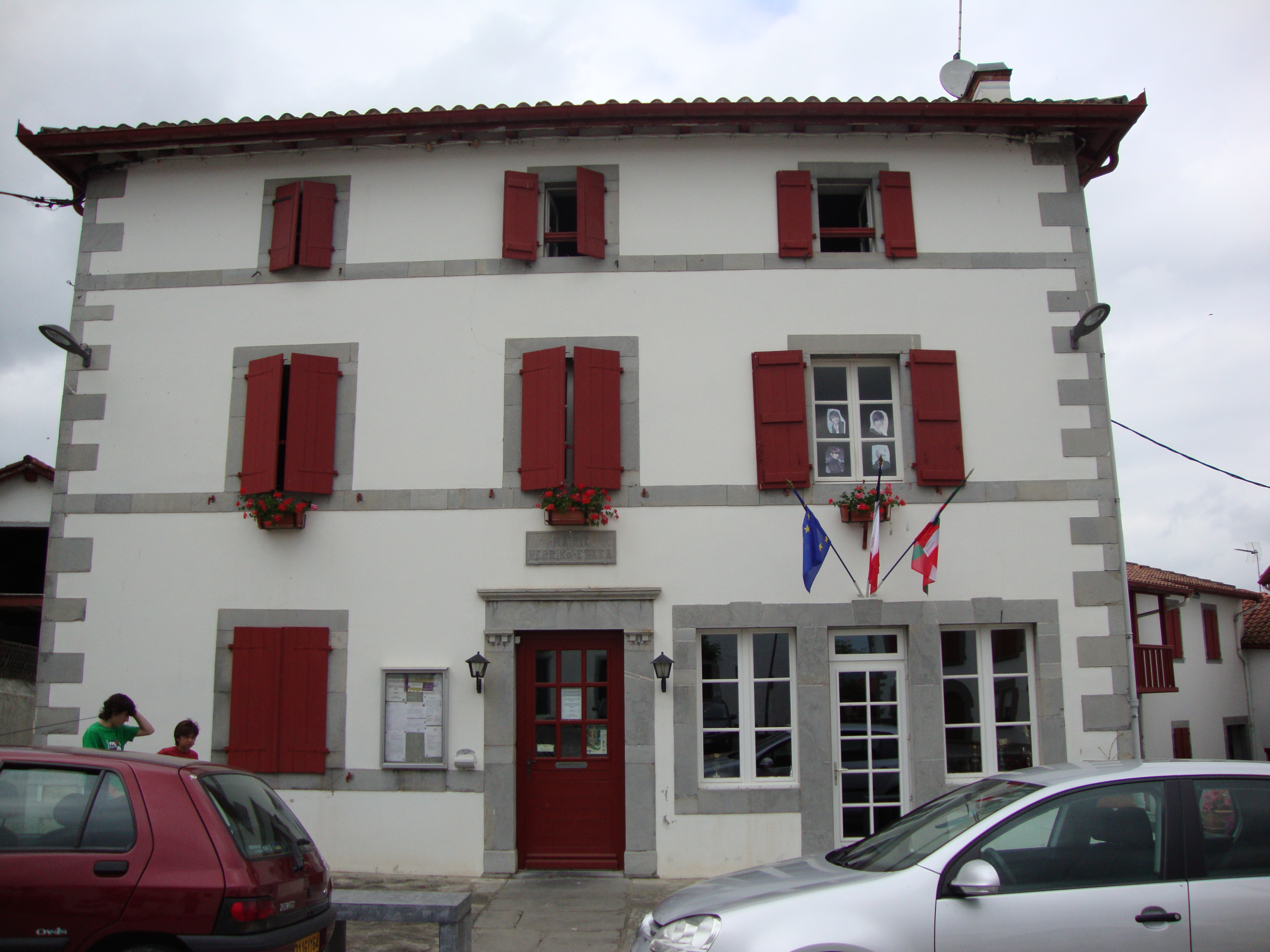
Irissarry, la mairie.
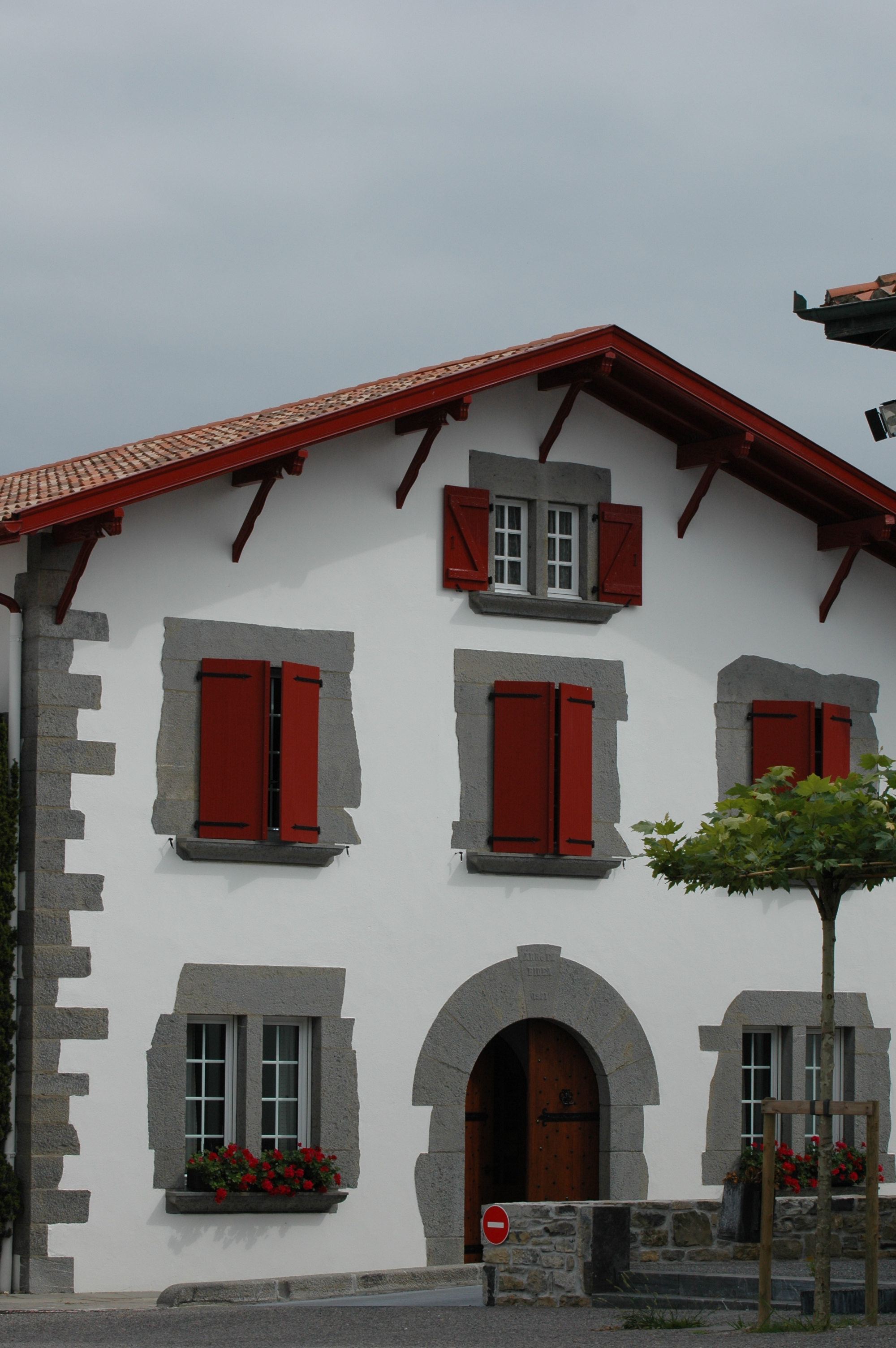
Maison de Basse-Navarre.

### Patrimoine civil
- Un gaztelu zahar se dresse au lieu-dit Gazteluzaharrea sur un contrefort du Baïgura ;
- la commanderie d'Irissarry[57] date du XVIIe siècle. Elle a été transformée en centre d'éducation au patrimoine sous le nom d'Ospitalea;
- la ferme Bidegaïna[58] date du XVIIe siècle, comme
- la ferme Zaldunbidea[59] ou
- la  maison de maître Gazteluberria[60] ;
- la ferme Iturraldea[61] date du XVIIIe siècle ;
- d'autres fermes[62] datant des XVIIe et XVIIIe siècles sont inscrites aux monuments historiques.

|  |  |  |

### Patrimoine religieux
- Stèles discoïdales.

|  |  |  |  |  |

- L'église Saint-Jean-Baptiste[63] date des XVe et XVIIe siècles. Elle recèle du mobilier inventorié par le ministère de la Culture[64] ; les vitraux représentent la vie de saint Jean Baptiste ;
- Une croix[65] de carrefour, à l'angle nord-ouest de la maison Ospitalea, est inscrite aux monuments historiques ;
- La commune est située sur la voie de la Nive, est une variante du chemin de Saint-Jacques-de-Compostelle suivie par les pèlerins qui, de Bayonne, recherchaient à regagner le Camino Navarres avant sa traversée des Pyrénées, à Saint-Jean-Pied-de-Port.

|  |  |  |  |

|  |  |  |  |

## Équipements
Éducation

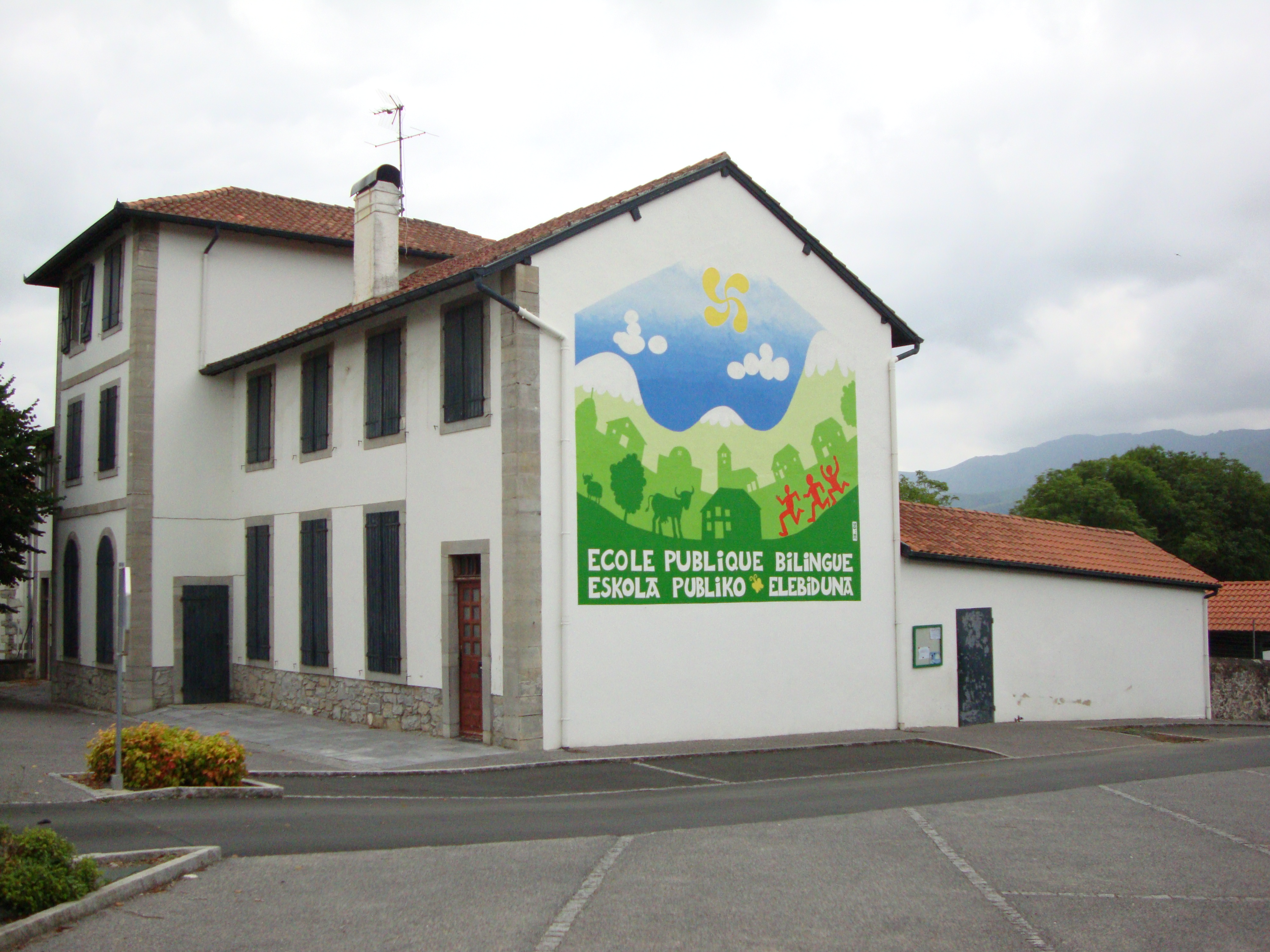
L'ancienne école bilingue.

Un projet de création d'un d'éducation du patrimoine est piloté par l'Institut culturel basque. En 2002, la commanderie Ospitalea, rachetée par le département des Pyrénées-Atlantiques, a ouvert ce centre qui accueille de nombreux groupes scolaires ou autres.
La commune dispose de deux écoles primaires.